# Kamper Kogge (schip, 1998)

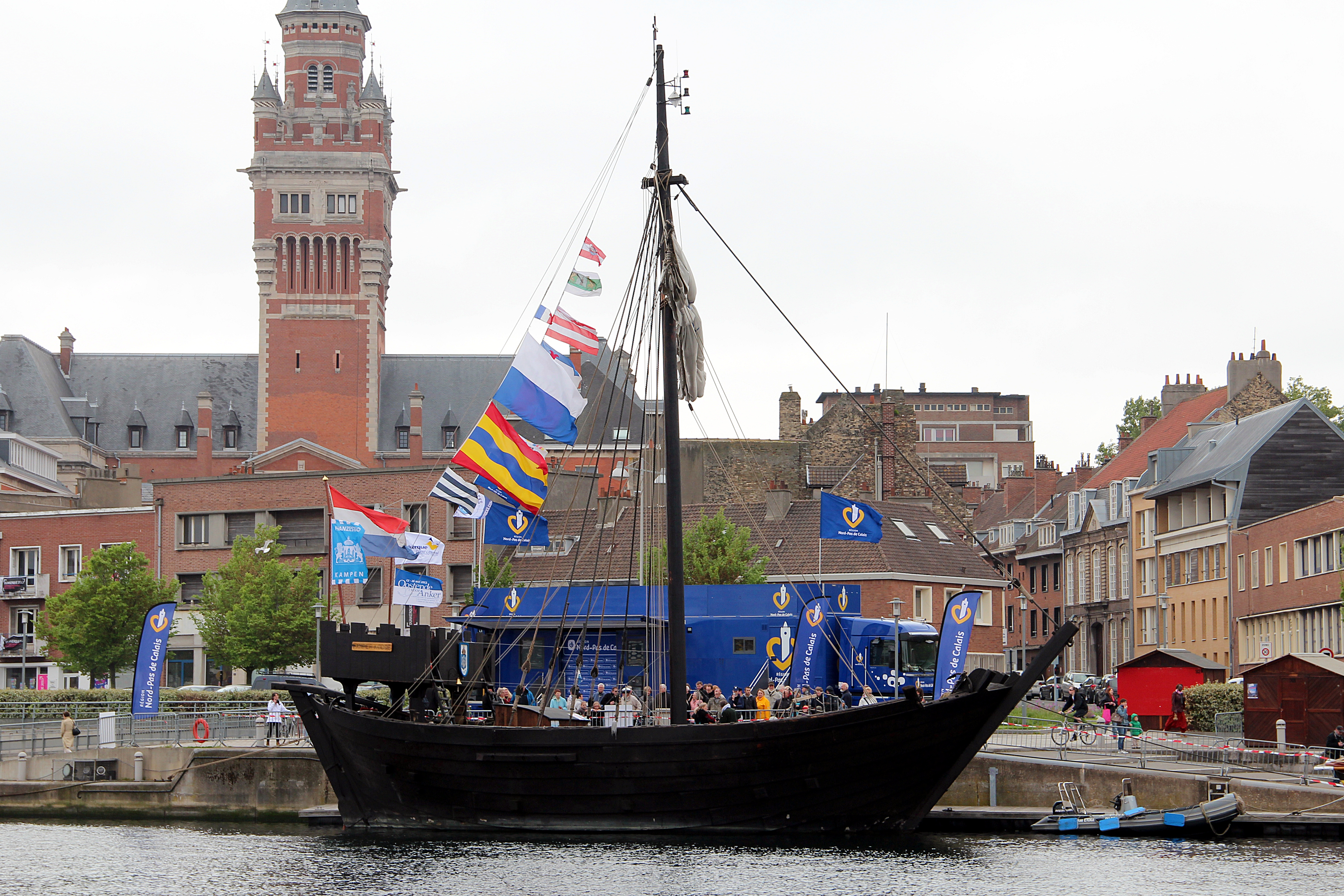
De Kamper Kogge tijdens de grote maritieme bijeenkomst van 2013 in Duinkerke

De Kamper Kogge is een in Kampen gebouwde kogge. De kogge is een reconstructie van een wrak uit 1336 dat gevonden is in de Flevopolder ter hoogte van Nijkerk. Naast informatie uit dit wrak is ook archiefonderzoek gedaan om zo een veel als mogelijk authentieke kogge te kunnen bouwen. In de middeleeuwen werd een kogge in vier maanden tijd gebouwd, aan de bouw van de Kamper Kogge is vier jaar gewerkt.
Gegevens van het schip:
- Holte, dek - vlak: 3,4 m.
- Gewicht: 45 ton.
- Waterverplaatsing inclusief ballast: 70 ton.
- Laadcapaciteit: 60 ton.
- Zeiloppervlak: 144 m².

De Kogge ligt aan de Koggewerf in de Oude Buitenhaven van Kampen aan de rivier de IJssel.

## Reizen
De Kamper Kogge wordt gevaren met 12 bemanningsleden en was aanwezig op diverse edities van Sail Amsterdam. In 2004 en 2016 maakte de Kogge een Ommelandvaart. Deze tocht duurde zeven weken en voer langs steden in Duitsland, Denemarken en Zweden. Daarbij werd een bezoek gebracht aan diverse steden van het Hanzeverbond, onder andere Lübeck, Wismar en Rostock. In 2012 nam het schip deel aan de 38ste editie van Bremerhaven Festwoche en was aanwezig op verschillende maritieme evenementen in Nederland. Op deze kaart zijn de bezochte havens te zien (even uitzoomen) 
Bij een reis naar Terschelling in 2011 werd een kopie van een charterbrief uit de middeleeuwen aangeboden aan het gemeentebestuur aldaar. De originele charter bevindt zich in het Stadarchief Kampen en werd in 1323 door Terschelling aan Kampen geschonken als dank voor het kosteloos ter beschikking stellen van alle materialen voor de bouw van de eerste vuurtoren op Terschelling. In de charter staat dat schepen uit Kampen geen havengeld hoeven te betalen. Dit oude recht is met ingang van 2012 hersteld voor de kogge, de botters en de pluut uit Kampen.